# Olga Nikolayeva
Olga Viktorovna Nikolayeva (em russo:  Ольга Викторовна Николаева; Novosibirsk, 14 de maio de 1972) é uma ex-jogadora de voleibol da Rússia que competiu nos Jogos Olímpicos de 2004.
Em 2004, ela fez parte da equipe russa que conquistou a medalha de prata no torneio olímpico, no qual atuou em quatro partidas.